# 寶可夢集換式卡牌遊戲
寶可夢集換式卡牌遊戲（日語：ポケモンカードゲーム，下稱「遊戲」），簡稱PTCG，是一種交換式卡片遊戲，卡牌大小為63x88mm（2.5x3.5英吋），遊戲則基於寶可夢系列的内容。在2016年，寶可夢集換式卡牌遊戲成為戰鬥卡牌遊戲中最暢銷的系列。2017年，達到歐洲戰鬥卡牌遊戲市場的82％市占率。2021年，於日本的銷售額超越遊戲王，成為日本市占率最高的卡牌遊戲。截至2023年1月，該遊戲卡片在全球已售出超過632億張的卡牌。
1996年10月首次在日本推出，並在1998年12月於北美地區推出英文版。1999～2003年曾於台灣推出繁體中文版。英文版及中文版曾由威世智公司代理，現則由寶可夢公司發行。2019年10月9日由寶可夢公司在香港及台灣推出新的繁體中文版，中國大陸則在2022年10月28日發售簡體中文版。
2024年10月30日，推出其數位手機游戏版本——Pokémon Trading Card Game Pocket。

## 遊戲概念
遊戲概念基於電子遊戲版寶可夢系列的寶可夢戰鬥，所有寶可夢都有各自的攻擊（Attack）及HP（Health Point），當一隻寶可夢受到的傷害大過或等於它的剩餘HP時，它就會「昏厥」，並送到棄牌堆（Discard pile）。

## 基本規則
1. 敘述為V卡時也包含VMAX和VSTAR卡，但敘述為VMAX卡時不包含V卡。

### 勝負條件
1. 開始遊戲時，各玩家各抽6張牌作獎賞卡（Prize card），每當玩家打敗對手一隻寶可夢，就可以抽一張獎賞卡到手牌（打敗某些特定的寶可夢可以抽二至三張獎賞卡，比如，GX（2張）、GX TAG TEAM（3張）、EX（2張）、V（2張）丶VMAX（3張）丶V-Union (3張）丶VSTAR(2張)、ex(2張)和超級進化寶可夢ex（3張）。只要有任何一名玩家抽完其6張獎賞卡，即獲得勝利。
2. 當一名玩家被對手打敗一隻寶可夢，而沒有任何備戰寶可夢（Active Pokemon）可以替換時，則對手無條件獲勝。
3. 當一名玩家牌庫沒有任何卡可以在回合開始時抽出，則對手無條件獲勝。
4. 特殊勝利，玩家滿足寶可夢身上特性的條件（比如：未知圖騰），就可直接得勝利。

### 卡牌種類
遊戲共有三個不同種類的卡牌，分別為寶可夢（Pokémon）卡、能量（Energy）卡及訓練家（Trainer）卡。而一套牌中除了基本能量卡外，同樣名字的卡都不可放超過4張（菱柱之星、光輝、ACE SPEC等特殊情况同名卡只能放1張）。

### 寶可夢卡
寶可夢卡為遊戲基本用卡，而寶可夢卡又分為基礎寶可夢及進化寶可夢。玩家在開局進行遊戲時只能使用基礎卡。遊戲時，每名玩家只可有一隻戰鬥寶可夢及5隻備戰寶可夢（某些寶可夢的特性、競技場可以增加備戰區寶可夢數量，如無極汰那Vmax、零之大空洞）。

#### 卡片的類型
举例：
| 基礎卡 | 一階進化卡 | 二階進化卡 | 規則卡                                |
| ------ | ---------- | ---------- | ------------------------------------- |
| 傑尼龜 | 卡咪龜     | 水箭龜     | 水箭龜GX 水箭龜V 水箭龜ex、光輝水箭龜 |

#### 能量卡
能量卡為寶可夢提供攻擊時所需的能量。能量卡分為基本能量卡及特殊能量卡兩種。當中基本能量分為8種：草（Grass）、火（Fire）、水（Water）、雷（Lightning）、超能力（Psychic）、格鬥（Fighting）、惡（Darkness）、鋼（Metal）。
除8種基本能量卡外，遊戲另設有無色（Colorless）能量，任何一種能量都可以當作無色能量使用。最近又將一些能量取代

#### 訓練家卡
訓練家卡讓玩家可以進行更多支援工作，例如回復HP，將已送到棄牌堆的卡回到手牌或牌組等。訓練家卡（Trainer）分為支援者卡（Supporter）、物品卡（Item）、競技場卡（Stadium）。

### 卡片的屬性
相對於寶可夢主系列的十八種屬性，寶可夢集換式卡牌遊戲將其簡化到至十種屬性（包含無屬性）。當中惡（Evil）與鋼（Steel）為「Neo Genesis」系列加入的新屬性，以對應金銀版推出的寶可夢（但此時僅有特殊能量卡），龍（Dragon）屬性亦於之後推出，接著又新增了妖精（Fairy）屬性，以對應XY版本的寶可夢，接著妖精屬性在劍盾版本時與超能力屬性合併、而龍屬性亦在劍盾版本時與無屬性合併。
十一種屬性中只有九種有基本能量卡，其中不包含無色和龍屬性。
| 卡片屬性                                                             | 顏色      | 主系列屬性                                            |
| -------------------------------------------------------------------- | --------- | ----------------------------------------------------- |
| 無色（Colorless）                                                    | 灰色/白色 | 一般、飛行、龍（在龍屬性推出前）                      |
| 惡（Darkness）                                                       | 黑色      | 惡、毒（劍盾之後）                                    |
| 格鬥（Fighting）                                                     | 橙色      | 格鬥、岩石、地面                                      |
| 火（Fire）                                                           | 紅色      | 火                                                    |
| 草（Grass）                                                          | 綠色      | 草、蟲、毒（在鑽石與珍珠之前）                        |
| 電（Lightning）                                                      | 黃色      | 電                                                    |
| 鋼（Metal）                                                          | 銀色      | 鋼                                                    |
| 超能力（Psychic）                                                    | 紫色      | 超能力、幽靈、毒（劍盾之前）、妖精（XY之前,劍盾之後） |
| 水（Water）                                                          | 水藍色    | 水、冰                                                |
| 龍（Dragon） 劍盾版本s1-s6併入無 s7維持龍系                          | 金色      | 龍                                                    |
| 妖精（Fairy） C標退出環境後無法再使用妖精系(除非在開放賽制/特殊賽制) | 粉色      | 妖精                                                  |

寶可夢卡片在「EX:Team Aqua vs. Team Magma」（EX 熔岩队VS海洋队）前只有一個屬性，現在則同時可以有兩個屬性，一般來說為惡或鋼配合其餘其中一種。
遊戲同時亦簡化了弱點及抗性的計算方法，由計算攻擊特性改為計算寶可夢的屬性。
需要注意的是，屬性相剋在此遊戲中與原作中有一定程度的不同。

### 牌組種類

#### 完整套牌
完整套牌（Full Deck）為一套60張的牌組，一般比賽都會使用完整套牌，正常遊戲也是這樣。

#### 半套牌
半套牌（Half Deck）為一套30張的牌組，規則除了獎勵卡由6張減至3張之外，基本上不變。一般較適合初學者。

#### 現開賽
⒤.利用1盒未拆開的擴充包，如一盒30包，每人15包;如一盒20包,每人10包。*注意:高級擴充包不能進行現開賽。用擴充包所拆開的卡組成40張牌的牌組與他人戰鬥，獎賞卡4張。*注意:同名卡只可加入四張,不能利用非這一盒擴充包拆開的卡進行構組

## 系列
於任天堂公司接手英文版前，英文版一般為日文版推出幾個系列後集合一起推出，現則由寶可夢公司發行，1999年台灣曾推出繁體中文版(由威世智公司代理)，2019年10月9日由寶可夢公司在香港及台灣推出新的繁體中文版，中國大陸在2022年10月28日發售簡體中文版。
以下為各版本的列表：

### 英文版
第一代
- 機組（有中文版）
- Jungle
- Fossil
- Base Set 2（為Base Set及Jungle集合再推出的版本）
- Team Rocket
- Gym Heroes
- Gym Challenges

第二代
- Neo Genesis
- Neo Discovery
- Southern Islands Expansion
- Neo Revelation
- Neo Destiny
- Legendary Collection（由任天堂推出，為第一代的重印改版）
- Expedition
- Aquapolis
- Skyridge

第三代（任天堂推出）
- EX Ruby and Sapphire
- EX Sandstorm
- EX Dragons
- EX Team Magma vs Team Aqua
- EX Hidden Legends
- EX FireRed & LeafGreen
- EX Team Rocket Returns
- EX Deoxys
- EX Emerald
- EX Unseen Forces
- EX Delta Species
- EX Legend Maker（有中文版）
- EX Holon Phantoms
- EX Crystal Guardians
- EX Dragon Frontiers
- EX Power Keepers

第四代: Diamond and Pearl
- Diamond and Pearl
- Diamond and Pearl: Mysterious Treasures
- Diamond and Pearl: Secret Wonders
- Diamond and Pearl: Great Encounters
- Diamond and Pearl: Majestic Dawn
- Diamond and Pearl: Legends Awakened
- Diamond and Pearl: Stormfront
- Platinum
- Platinum: Rising Rivals
- Platinum: Superme Victiors
- Platinum: Arceus
- HeartGold & SoulSilver
- Unleashed
- Undaunted
- Triumphant
- Call of Legends

第五代: Black & White
- Black & White
- Black & White: Emerging Powers
- Black & White: Noble Victories
- Black & White: Next Destinies
- Black & White: Dark Explorers

第六代: XY
- XY
- XY: Flashfire
- XY: Furious Fists
- XY: Phantom Forces
- XY: Primal Clash
- XY: Double Crisis
- XY: Roaring Skies
- XY: Ancient Origins
- XY: Breakthrough
- XY: Breakpoint
- XY: Generations
- XY: Fates Collide
- XY: Steam Siege
- XY: Evolutions

第七代: Sun & Moon
- Sun & Moon
- Sun & Moon: Guardians Rising
- Sun & Moon: Burning Shadows
- Sun & Moon: Shining Legends
- Sun & Moon: Crimson Invasion
- Sun & Moon: Ultra Prism
- Sun & Moon: Forbidden Light
- Sun & Moon: Celestial Storm
- Sun & Moon: Dragon Majesty
- Sun & Moon: Lost Thunder
- Sun & Moon: Team Up
- Sun & Moon: Unbroken Bonds
- Pokémon Detective Pikachu
- Sun & Moon: Unified Minds
- Sun & Moon: Hidden Fates
- Sun & Moon: Cosmic Eclipse

第八代: Sword & Shield
- Sword & Shield
- Sword & Shield—Rebel Clash
- Sword & Shield—Darkness Ablaze
- Sword & Shield—Champion's Path
- Sword & Shield—Vivid Voltage
- Shining Fates
- Sword & Shield—Chilling Reign
- Sword & Shield—Evolving Skies
- Celebrations
- Sword & Shield—Fusion Strike
- Sword & Shield—Brilliant Stars
- Sword & Shield—Astral Radiance
- Pokémon GO
- Sword & Shield—Lost Origin
- Sword & Shield—Silver Tempest
- Crown-Zenith

第九代: Scarlet & Violet
- Scarlet & Violet
- Scarlet & Violet—Paldea Evolved
- Scarlet & Violet—Obsidian Flames
- Scarlet & Violet—151

### 日文版
第一代
- イントロパック
- 映画公開記念パック「サザンアイランド」
- 拡張シート 第１弾（青版）
- 拡張シート 第２弾（赤版）
- 拡張シート 第３弾（緑版）
- ポケモンジム 第１弾「ニビシティジム タケシ」
- ポケモンジム 第１弾「ハナダシティジム カスミ」
- ポケモンジム 第２弾「クチバシティジム マチス」
- ポケモンジム 第２弾「タマムシティジム エリカ」
- ポケモンジム 第３弾「ヤマブキシティジム ナツメ」
- ポケモンジム 第３弾「グレンタウンジム カツラ」
- ジム拡張 第１弾「リーダーズスタジアム」
- ジム拡張 第２弾「闇からの挑戦」
- 第１弾 スターターパック
- 拡張パック 第１弾
- 拡張パック 第２弾「ポケモンジャングル」
- 拡張パック 第３弾「化石の秘密」
- 拡張パック 第４弾 「ロケット団」

第二代
- イントロパック★neo
- プレミアムファイル2
- プレミアムファイル3
- プレミアムファイル
- スターターパック
- 拡張パック 第１弾「金、銀　新世界へ...」
- 拡張パック 第２弾「遺跡をこえて...」
- 拡張パック 第３弾「めざめる伝説」
- 拡張パック 第４弾「闇、そして光へ...」
- マクドナルドオリジナル「ミニマム★パック」
- スターターパック
- 第１弾　基本拡張パック
- 拡張パック 第２弾「地図にない町」
- 拡張パック 第３弾「海からの風」
- 拡張パック 第４弾「裂けた大地」
- 拡張パック 第５弾「神秘なる山」

第三代
- 拡張パック　「さいはての攻防」
- 拡張パック　「きせきの結晶」
- 拡張パック　「ホロンの幻影（かげ）」
- 拡張パック　「ホロンの研究塔」
- 拡張パック　「まぼろしの森」
- 拡張パック　「金の空、銀の海」
- 拡張パック　「ロケット団の逆襲」
- 拡張パック　「蒼空の激突」
- 拡張パック　「伝説の飛翔」
- 構築済み６０枚デッキ　「雷震！バンギラスex」
- 構築済み６０枚デッキ　「封印！サーナイトex」
- 構築済みスターター　「大地のグラードンex」
- 構築済みスターター　「大海のカイオーガex」
- 構築済みスターター　「まぼろしのミュウ」
- 構築済みスターター　「オーダイルex★水」
- 構築済みスターター　「バクフーンex★炎」
- 構築済みスターター　「メガニウムex★草」
- 構築済みデッキ　「ロケット団ハーフデッキW-silver-」
- 構築済みデッキ　「ロケット団ハーフデッキW-black-」
- 構築済みスターター　「レックウザデッキ」
- 構築済みスターター　「デオキシスデッキ」
- ランダム構築スターター　カメックス★水
- ランダム構築スターター　リザードン★炎
- ランダム構築スターター　フシギバナ★草
- ホロンの研究塔ハーフデッキ1/2 炎EX
- ホロンの研究塔ハーフデッキ1/2 水EX
- ホロンの研究塔ハーフデッキ1/2 雷EX
- クイック・コンストラクション・パック「タイプユニット：闘」
- クイック・コンストラクション・パック「タイプユニット：超」
- クイック・コンストラクション・パック「タイプユニット：雷」
- クイック・コンストラクション・パック「タイプユニット：水」
- クイック・コンストラクション・パック「タイプユニット：炎」
- クイック・コンストラクション・パック「タイプユニット：草」
- 映画公開記念 VSパック 蒼海（うみ）のマナフィ
- ギフトボックス　ミュウ・ルカリオver.
- マスターキット
- 映画公開記念VSパック-波導のルカリオ-
- ギフトボックス エメラルドver.
- 映画公開記念VSパック-裂空のデオキシス

ポケモンカードゲーム ADV
- 第４弾　拡張パック「とかれた封印」
- 強化拡張パックex1「マグマVSアクア　ふたつの野望」
- 第３弾　拡張パック「天空の覇者」
- 第２弾　拡張パック「砂漠のきせき」
- 第１弾　拡張パック
- 構築済みスターター　メタグロスデッキ
- 構築済みデッキ「マグマ団　ハーフデッキＷ」
- 構築済みデッキ「アクア団　ハーフデッキＷ」
- 構築済みスターター　ボーマンダデッキ
- 構築済みスターター　フライゴンデッキ
- 第１弾　構築済みスターター　ミズゴロウデッキ
- 第１弾　構築済みスターター　アチャモデッキ
- 第１弾　構築済みスターター　キモリデッキ
- ギフトボックス
- 映画公開記念VSパック

第四代
- 拡張パック「湖の秘密」
- 構築ハーフデッキ「守りのトリデプス」
- 構築ハーフデッキ「攻めのラムパルド」
- 拡張パック「時空の創造　パールコレクション」
- 拡張パック「時空の創造　ダイヤモンドコレクション」
- ランダム構築スターター　スタンダードデッキ
- エントリーパック

太陽&月亮
- 拡張パック「コレクション ムーン」SM1M
- 拡張パック「コレクション サン」SM1S
- 強化拡張パック「サン＆ムーン」SM1+
- 拡張パック「アローラの月光」SM2L
- 拡張パック「キミを待つ島々」SM2K
- 強化拡張パック「新たなる試練の向こう」SM2+
- 拡張パック「光を喰らう闇」SM3N
- 拡張パック「闘う虹を見たか」SM3H
- 強化拡張パック「ひかる伝説」SM3+ (1包6張)
- 拡張パック「超次元の暴獣」SM4A
- 拡張パック「覚醒の勇者」SM4S
- ハイクラスパック「GXバトルブースト」SM4+ (1包7張)
- 拡張パック「ウルトラムーン」SM5M
- 拡張パック「ウルトラサン」SM5S
- 強化拡張パック「ウルトラフォース」SM5+
- 拡張パック「禁断の光」SM6
- 強化拡張パック「ドラゴンストーム」SM6a
- 強化拡張パック「チャンピオンロード」SM6b
- 拡張パック「裂空のカリスマ」SM7
- 強化拡張パック「迅雷スパーク」SM7a
- 強化拡張パック「フェアリーライズ」SM7b
- 拡張パック「超爆インパクト」SM8
- 強化拡張パック「ダークオーダー」SM8a
- ハイクラスパック「GXウルトラシャイニー」SM8b (1包10張)
- 拡張パック「タッグボルト」SM9
- 強化拡張パック「ナイトユニゾン」SM9a
- 強化拡張パック「フルメタルウォール」SM9b
- 拡張パック「ダブルブレイズ」SM10
- ムービースペシャルパック「名探偵ピカチュウ」SMP2 (1包4張)
- 強化拡張パック「ジージーエンド」SM10a
- 強化拡張パック「スカイレジェンド」SM10b
- 拡張パック「ミラクルツイン」SM11
- 強化拡張パック「リミックスバウト」SM11a
- 強化拡張パック「ドリームリーグ」SM11b
- 拡張パック「オルタージェネシス」SM12
- ハイクラスパック「TAG TEAM GX タッグオールスターズ」SM12a (1包11張)

劍&盾
- 拡張パック「シールド」S1H
- 拡張パック「ソード」S1W
- 強化拡張パック「VMAXライジング」S1a
- 拡張パック「反逆クラッシュ」S2
- 強化拡張パック「爆炎ウォーカー」S2a
- 拡張パック「ムゲンゾーン」S3
- 強化拡張パック「伝説の鼓動」S3a (1包7張)
- 拡張パック「仰天のボルテッカー」S4 (1包5張)
- ハイクラスパック「シャイニースターV」S4a (1包10張)
- 拡張パック「連撃マスター」S5R (1包5張)
- 拡張パック「一撃マスター」S5I (1包5張)
- 強化拡張パック「双璧のファイター」S5a (1包5張)
- 拡張パック「漆黒のガイスト」S6K (1包5張)
- 拡張パック「白銀のランス」S6H (1包5張)
- 強化拡張パック「イーブイヒーローズ」S6a (1包5張)
- 拡張パック「蒼空ストリーム」S7R (1包5張)
- 拡張パック「摩天パーフェクト」S7D (1包5張)
- 拡張パック「フュージョンアーツ」S8 (1包5張)
- 拡張パック「25th ANNIVERSARY COLLECTION」S8a (1包5張)
- ハイクラスパック「VMAXクライマックス」S8b (1包11張)
- 拡張パック「スターバース」S9 (1包5張)
- 強化拡張パック「バトルリージョン」S9a (1包6張)
- 拡張パック「スペースジャグラー」S10P (1包5張)
- 拡張パック「タイムゲイザー」S10D (1包5張)
- 強化拡張パック「ダークファンタズマ」S10a (1包6張)
- 強化拡張パック Pokémon GO S10b (1包6張)
- 拡張パック「ロストアビス」S11 (1包5張)
- 強化拡張パック「白熱のアルカナ」S11a (1包6張)
- 拡張パック「パラダイムトリガー」S12 (1包5張)
- ハイクラスパック「VSTARユニバース」S12a (1包10張)

朱&紫
- 拡張パック「バイオレットex」SV1V (1包5張)
- 強化拡張パック「トリプレットビート」SV1a (1包5張)
- 拡張パック「クレイバースト」SV2D (1包5張)
- 拡張パック「スノーハザード」SV2P (1包5張)
- 強化拡張パック「ポケモンカード151（イチゴーイチ）」SV2a (一包7張)
- 拡張パック「黒炎の支配者」SV3 (1包5張)
- 強化拡張パック「レイジングサーフ」SV3a (1包5張)
- 拡張パック「未来の一閃」SV4M (1包5張)
- 拡張パック「古代の咆哮」SV4K (1包5張)
- ハイクラスパック 「シャイニートレジャーex」SV4a (1包10張)
- 拡張パック「サイバージャッジ」SV5M (1包5張)
- 拡張パック「ワイルドフォース」SV5K (1包5張)
- 強化拡張パック「クリムゾンヘイズ」SV5a (1包5張)
- 拡張パック 「変幻の仮面」SV6 (1包5張)

### 繁體中文版構築牌組
太陽&月亮系列
- G超起始牌組「眾星雲集組合篇」
- G超起始牌組「美夢成真組合篇」
- G超起始牌組「雙倍爆擊」
- G超起始牌組「傳說交鋒」

劍&盾系列
- V起始牌組「劍&盾」
- V起始牌組「無極力量」
- V起始牌組 搭檔
- V起始牌組 挑戰
- V起始牌組 進化
- V起始牌組 強大
- 特別牌組組合 蒼響・藏瑪然特VS無極汰那
- 初階牌組100 (初階牌組100有牌組編號001至100的100種牌組)
- 「起始組合VSTAR 路卡利歐」
- 「起始組合VSTAR 達克萊伊」
- VSTAR&VMAX 高級牌組 「捷拉奧拉」
- VSTAR&VMAX 高級牌組 「代歐奇希斯」
- V初階牌組 「噴火龍」
- V初階牌組 「皮卡丘」
- V初階牌組 「超夢」
- 特別牌組組合 噴火龍VSTAR vs 烈空坐VMAX

朱&紫系列
- 起始組合ex 新葉喵&路卡利歐 ex
- 起始組合ex 呆火鱷&電龍 ex
- 起始組合ex 潤水鴨&謎擬Ｑ ex
- 起始組合ex 皮卡丘ex&巴布土撥
- 隨機ex初階牌組 (為從8種「ex初階牌組」與2種特別牌組的共10種牌組中，隨機收錄1種)
  - ex初階牌組 草 狙射樹梟
  - ex初階牌組 火 比克提尼
  - ex初階牌組 水 甲賀忍蛙
  - ex初階牌組 雷 密勒頓
  - ex初階牌組 超 皮可西
  - ex初階牌組 鬥 故勒頓
  - ex初階牌組 惡 黑魯加
  - ex初階牌組 鋼 美錄梅塔
  - ex初階牌組 龍 快龍
  - ex初階牌組 無 藏飽栗鼠
- ex起始組合
  - 起始組合 太晶 鋼「骨紋巨聲鱷ex」
  - 起始組合 太晶 雷「超夢ex」
  - 起始組合「未來密勒頓ex」
  - 起始組合「古代故勒頓ex」
- 歡天喜地組合
  - 歡天喜地組合 水箭龜
  - 歡天喜地組合 噴火龍
  - 歡天喜地組合 妙蛙花

### 繁體中文版擴充包
太陽&月亮系列
- 擴充包「眾星雲集組合篇」SET A AC1a（1包7張）
- 擴充包「眾星雲集組合篇」SET B AC1b（1包7張）
- 擴充包「美夢成真組合篇」SET A AC2a（1包7張）
- 擴充包「美夢成真組合篇」SET B AC2b（1包7張）
- 擴充包「雙倍爆擊」SET A AS5a（1包6張）
- 擴充包「雙倍爆擊」SET B AS5b（1包6張）
- 擴充包「傳說交鋒」SET A AS6a（1包6張）
- 擴充包「傳說交鋒」SET B AS6b（1包6張）

劍&盾系列
- 擴充包「劍&盾」SET A SC1a F（1包5張）
- 擴充包「劍&盾」SET B SC1b F（1包5張）
- 擴充包「無極力量」SET A SC2a F（1包5張）
- 擴充包「無極力量」SET B SC2b F（1包5張）
- 擴充包「驚天伏特攻擊」S4 F（1包5張）
- 高級擴充包「閃色明星V」S4a F (1包10張)
- 擴充包「一擊大師」S5I F (1包5張)
- 擴充包「連擊大師」S5R F (1包5張)
- 強化擴充包「雙璧戰士」S5a F (1包5張)
- 擴充包「銀白戰槍」S6H F (1包5張)
- 擴充包「漆黑幽魂」S6K F (1包5張)
- 強化擴充包「伊布英雄」S6a F (1包5張)
- 擴充包「摩天巔峰」S7D F (1包5張)
- 擴充包「蒼空烈流」S7R F (1包5張)
- 擴充包「匯流藝術」S8 F (1包5張)
- 特典擴充包「25週年收藏款」S8a F (1包5張)
- 高級擴充包「VMAX絕群壓軸」S8b F(1包11張)
- 擴充包「星星誕生」S9 F(1包5張)
- 強化擴充包「對戰地區」S9a F (1包6張)
- 擴充包 「時間觀察者」S10D F(1包5張）
- 擴充包 「空間魔術師」S10P F(1包5張）
- 強化擴充包 「黑暗亡靈」S10a F(1包6張）
- 強化擴充包「Pokémon GO」S10b F（1包6張）
- 擴充包 「迷途深淵」S11 F（1包5張）
- 強化擴充包「白熱奧秘」S11a F（1包6張）
- 擴充包 「思維激盪」S12 F（1包5張）
- 高級擴充包「天地萬物VSTAR」S12aF (1包10張)

朱&紫系列
- 擴充包 「朱ex」SV1S F（1包5張）
- 擴充包 「紫ex」SV1V F（1包5張）
- 強化擴充包「三連音爆」SV1A F（1包5張）
- 擴充包 「冰雪險境」SV2P F（1包5張）
- 擴充包 「碟旋暴擊」SV2D F（1包5張）
- 強化擴充包「寶可夢卡牌151」SV2a F（1包7張）
- 擴充包「黯焰支配者」SV3 F（1包5張）
- 強化擴充包「激狂駭浪」SV3a F（1包5張）
- 擴充包「未來閃光」SV4M F (1包5張)
- 擴充包 「古代咆哮」SV4K F (1包5張)
- 高級擴充包 「閃色寶藏」SV4a F(1包10張)
- 擴充包 「異度審判」SV5M F (1包5張)
- 擴充包 「狂野之力」SV5k F (1包5張)
- 強化擴充包「緋紅薄霧」SV5a F (1包5張)
- 擴充包「變幻假面」SV6 F (一包5張)
- 強化擴充包「黑夜漫遊者」SV6a F (1包5張)
- 擴充包「星星奇跡」SV7 F (1包5張)
- 強化擴充包「樂園騰龍」SV7a F (1包5張)
- 擴充包「超電突圍」SV8 F (1包5張)
- 高級擴充包「太晶慶典ex」SV8a F (1包10張)
- 擴充包「對戰搭檔」SV9 F (1包5張)
- 強化擴充包「熱風競技場」SV9a F (1包5張)
- 擴充包 「火箭隊的榮耀」SV10 F (1包5張)
- 擴充包 「漆黑伏特」SV11B F（1包7張）
- 擴充包 「純白閃焰」SV11W F（1包7張）

超級進化系列
- 擴充包 「超級勇氣」M1L F (1包5張)
- 擴充包 「超級交響樂」M1S F (1包5張)

### 繁體中文版強化箱
- 歡天喜地組合 (卡牌鑰匙圈+5張宣傳卡牌+擴充包一擊大師及擴充包連擊大師各3包) 發售日期:2021年1月29日
- 頂級強化箱 (擴充包一擊大師及擴充包連擊大師各12包+卡牌121張+硬幣2枚+卡牌收納箱1個+卡牌收納盒 1個+牌組卡套1套) 發售日期:2021年1月29日
- 寶可夢卡牌家庭組合 (「閃焰王牌V」牌組 皮卡丘V」牌組 「班基拉斯V」牌組+寶可夢硬幣（1枚)+傷害指示物100傷害指示物:6個+50傷害指示物:8個+10傷害指示物:35個+中毒、灼傷標記各1個+1板+牌組專用整理束帶3個+對戰桌墊1張+對戰指南2冊+新手指南1張+對戰表1張+傷害指示物收納盒1個+專用整理收納盒1個) 發售日：2021年8月6日
- 蒼響 V-UNION (4種蒼響V-UNION+特典卡「芭內特博士」1張+擴充包「摩天巔峰」與「蒼空烈流」各3包) 發售日期:2021年8月27日
- 甲賀忍蛙 V-UNION (4種甲賀忍蛙V-UNION+特典卡「芭內特博士」1張+擴充包「摩天巔峰」與「蒼空烈流」各3包) 發售日期:2021年8月27日
- 超夢 V-UNION (4種超夢V-UNION+特典卡「芭內特博士」1張+擴充包「摩天巔峰」與「蒼空烈流」各3包) 發售日期:2021年8月27日
- 豪華物品滿載組合 (牌組60張+高級牌組卡套64張+燙金橡膠對戰桌墊1個+金屬製傷害指示物骰子12個+金屬製標記(中毒/灼傷)各1個+合成皮製牌組收納盒1個+合成皮製對戰桌墊收納盒1個+合成皮製傷害指示物收納盒1個+寶可夢硬幣1枚+卡牌收納箱1個+25週年收藏款擴充包1包) 發售日期:2021年10月20日
- 歡天喜地組合 (特典卡超夢Ex及夢幻ex各1張+擴充包「25週年收藏款」5包) 發售日期:2021年10月20日
- 歡天喜地組合 (特典卡萊希拉姆及捷克羅姆各1張+擴充包「25週年收藏款」5包) 發售日期:2021年10月20日
- 歡天喜地組合 (特典卡閃耀鯉魚王及與邪惡暴鯉龍各1張+擴充包「25週年收藏款」5包) 發售日期:2021年10月20日
- 頂級收藏箱 [妙蛙花](橡膠對戰桌墊 1個+牌組卡套 1套+展示框 1個+特典卡妙蛙花及R隊閃電鳥 各1張+擴充包「25週年收藏款」5包) 發售日期:2021年10月20日
- 頂級收藏箱 [沙奈朵](合成皮製牌組收納盒 1個+牌組卡套 1套+展示框 1個+特典卡念力土偶、熔岩隊的固拉多及沙奈朵EX 各1張+擴充包「25週年收藏款」5包) 發售日期:2021年10月20日
- 頂級收藏箱 [噴火龍](橡膠對戰桌墊 1個+牌組卡套 1套+展示框 1個+特典卡噴火龍及偽大木博士 各1張+擴充包「25週年收藏款」5包) 發售日期:2021年11月11日
- 頂級收藏箱 [月亮伊布](合成皮製牌組收納盒 1個+牌組卡套 1套+展示框 1個+特典卡皮寶寶、火箭隊幹部及月亮伊布EX 各1張+擴充包「25週年收藏款」5包) 發售日期:2021年11月11日
- 頂級收藏箱 [水箭龜](橡膠對戰桌墊 1個+牌組卡套 1套+展示框 1個+特典卡水箭龜及火箭隊來了! 各1張+擴充包「25週年收藏款」5包) 發售日期:2021年12月17日
- 頂級收藏箱 [烈空坐](合成皮製牌組收納盒 1個+牌組卡套 1套+展示框 1個+特典卡哲爾尼亞斯EX、烈空坐EX 及頓甲 各1張+擴充包「25週年收藏款」5包) 發售日期:2021年12月17日
- 頂級訓練家收藏箱 VSTAR (擴充包「星星誕生」20包+卡牌191張(共38種)+寶可夢卡19張(10種)+訓練家卡40張(18種)+特殊能量卡4張(2種)+基本能量卡128張(8種各16張)+卡牌收納箱1個+寶可夢硬幣1枚+VSTAR標記1個+壓克力傷害指示物1組(100傷害指示物6個+50傷害指示物8個+10傷害指示物20個)+頂級標記(中毒、灼傷)各1個+傷害指示物收納盒1個) 發售日期:2022年1月28日
- 精靈球禮盒[精靈球] (精靈球罐+擴充包「星星誕生」5包+特典卡6張) 發售日期:2022年1月28日
- 精靈球禮盒[高級球] (高級球罐+擴充包「星星誕生」5包+特典卡6張) 發售日期:2022年1月28日
- 精靈球禮盒[先機球] (先機球罐+擴充包「星星誕生」5包+特典卡6張) 發售日期:2022年1月28日
- 精靈球禮盒[紀念球] (紀念球罐+強化擴充包「Pokémon GO」4包+特典卡2張) 發售日期:2022年6月17日
- VSTAR特別組合(V&VSTAR特典卡包1包+擴充包「迷途深淵」8包+STAR標記1個+V&VSTAR特典卡包1包) 發售日期:2022年8月26日
- 訓練家卡牌收藏組合(特典卡7張+擴充包「思維激盪」4包+收藏卡冊1冊) 發售日期:2022年11月4日
- 貴重珍藏箱 劍&盾(特製展示框1個+特製收藏卡冊1冊+特製卡牌收納盒1個+隔板5張+特典卡「皮卡丘」1張) 發售日期:2023年1月13日
- 能量卡組合 (104張能量卡(8種屬性x13張)，3種訓練家卡) 發售日期:2023年2月3日
- 特別卡組 新葉喵 呆火鱷 潤水鴨 (朱&紫系列最初3隻寶可夢的特典卡牌共3款+隨機封入1種公仔牌組束帶+擴充包「朱ex」及「紫ex」各2包) 發售日期:2023年2月3日
- 頂級訓練家收藏箱ex (擴充包「朱ex」10包+擴充包「紫ex」10包+卡牌196張(全36種)+寶可夢卡7張(4種)+訓練家卡49張(23種)+特殊能量卡4張(1種)+基本能量卡136張(8種×各17張)+卡牌收納箱1個+寶可夢硬幣1枚+壓克力傷害指示物1組(100點傷害指示物：6個／50點傷害指示物：8個／10點傷害指示物：20個)+頂級標記(中毒、灼傷)各１個+傷害指示物收納盒1個) 發售日期:2023年3月3日
- 寶可夢集換式卡牌遊戲 Classic (牌組(60張卡牌)3副+對戰桌墊一體型收納盒1個+翻蓋牌組收納盒3個+牌組卡套(內含64張)3副+道具箱1個+傷害指示物(10點傷害指示物36個、50點傷害指示物18個、100點傷害指示物10個)+中毒・灼傷標記各2個+銀球2個) 發售日期:2023年11月之後發售
- ex特別組合 (擴充包「冰雪險境」4包+擴充包「碟旋暴擊」4包+特典卡1包(特典卡包為3種卡牌組合中隨機封入1種(陸地水母 巴布土撥 墓揚犬) 發售日期:2023年6月2日
- ex特別組合 奇樹 高級擴充包「閃色寶藏ex」...20包 特典卡...1張（奇樹）收納箱...1個 牌組卡套...1組（64張）牌組收納盒...1個 橡膠對戰桌墊...1張
- 頂級收藏箱 噴火龍 擴充包「狂野之力」×5包 擴充包「異度審判」×5包特典卡（新插畫「惡太晶」噴火龍ex）×1 卡牌收納箱×1個 牌組卡套（64張）合成皮製牌組收納盒×1個 橡膠對戰桌墊×1枚 對戰桌墊收納袋×1個 傷害指示物骰子×1組 傷害指示物骰子收納袋×1個

### 簡體中文版構築牌組
太阳&月亮系列
- 起始卡组【横空出世GX】
- 起始卡组【交相辉映 GX】

剑&盾系列
- V起始卡组【极巨争锋】

### 簡體中文版擴充包
太阳&月亮系列
- 补充包【赫】CSM1a C (分为【补充包5张装】以及【补充包25张装】两种规格)
- 补充包【苍】CSM1b C (分为【补充包5张装】以及【补充包25张装】两种规格)
- 补充包【泽】CSM1c C (分为【补充包5张装】以及【补充包25张装】两种规格)
- 强化包【对战精英】CSM1.5C (一包6张)
- 补充包【沐】CSM2a C (分为【补充包5张装】以及【补充包25张装】两种规格)
- 补充包【魁】CSM2b C (分为【补充包5张装】以及【补充包25张装】两种规格)
- 补充包【唤】CSM2c C (分为【补充包5张装】以及【补充包25张装】两种规格)
- 强化包【炫奇争胜】CSM2.5C (一包6张)

### 簡體中文版強化箱
太阳&月亮系列
- 莉莉艾的声援专属礼盒(印有不同插画，包含莉莉艾在内的卡牌5张+莉莉艾的声援主题展示相框1个+太阳&月亮主题对战卡垫2张+太阳&月亮主题艺术卡套2套+太阳&月亮主题卡组收纳盒2个+【横空出世】补充包6包（25张/包，赫/苍/泽/各2包）+太阳&月亮主题卡牌收纳盒)发售日期:2022年11月11日
- 伊布GX套装礼盒——仙子伊布(对应的伊布主题艺术卡套x1套+对应的伊布主题收藏卡册x1本+对应的伊布GX卡牌（1阶进化）x1张+随机伊布GX卡牌（基础）x1张+横空出世补充包（25张装）x3包+对战精英强化包（6张装）x3包)发售时间：2023年1月6日
- 伊布GX套装礼盒——叶伊布(对应的伊布主题艺术卡套x1套+对应的伊布主题收藏卡册x1本+对应的伊布GX卡牌（1阶进化）x1张+随机伊布GX卡牌（基础）x1张+横空出世补充包（25张装）x3包+对战精英强化包（6张装）x3包)发售时间：2023年1月11日
- 伊布GX套装礼盒——冰伊布(对应的伊布主题艺术卡套x1套+对应的伊布主题收藏卡册x1本+对应的伊布GX卡牌（1阶进化）x1张+随机伊布GX卡牌（基础）x1张+横空出世补充包（25张装）x3包+对战精英强化包（6张装）x3包)发售时间：2023年1月11日
- 伊布GX套装礼盒——太阳伊布(对应的伊布主题艺术卡套x1套+对应的伊布主题收藏卡册x1本+对应的伊布GX卡牌（1阶进化）x1张+随机伊布GX卡牌（基础）x1张+横空出世补充包（25张装）x3包+对战精英强化包（6张装）x3包)发售时间：2023年1月13日
- 伊布GX套装礼盒——月亮伊布(对应的伊布主题艺术卡套x1套+对应的伊布主题收藏卡册x1本+对应的伊布GX卡牌（1阶进化）x1张+随机伊布GX卡牌（基础）x1张+横空出世补充包（25张装）x3包+对战精英强化包（6张装）x3包)发售时间：2023年1月13日
- 精灵球礼盒：闪耀宝可梦(宝可梦精灵球x1+随机闪耀宝可梦卡牌x1张+随机闪卡x1张+【交相辉映】补充包（25张装)x1包)发售时间：2023年3月17日
- 阿尔宙斯&帝牙卢卡&帕路奇亚GX卡组构筑进阶礼盒(阿尔宙斯&帝牙卢卡&帕路奇亚GX及其特别插画闪卡x1张+训练家卡x26张+特殊能量卡x4张+基本能量卡x90张+横空出世 补充包（5张装）x9包+交相辉映 补充包（5张装）x9包+对战精英 强化包x2包+炫奇争胜 强化包x2包+阿尔宙斯&帝牙卢卡&帕路奇亚主题艺术卡套x1套（64张）+骰子x1个+伤害指示物骰子x6个+GX标记x1个+中毒标记x1个+灼伤标记x1个+阿尔宙斯&帝牙卢卡&帕路奇亚主题卡牌收纳盒x1个)发售时间：2023年3月17日
- 对战派对组合(【草属性】对战卡组x1组+【火属性】对战卡组x1组+【水属性】对战卡组x1组+【雷属性】对战卡组x1组+【超属性】对战卡组x1组+【斗属性】对战卡组x1组+【恶属性】对战卡组x1组+【钢属性】对战卡组1组+对战王者奖赏包x1包+对战大师奖赏包x3包+纸质伤害指示物x4份+对战表x1张)发售时间：2023年4月15日

## 聯盟賽
除了卡牌遊戲的收藏價值外，國際寶可夢有限公司（以前稱為美國神奇寶貝）還創建了Play! Pokémon，它的前身是Pokémon Organized Play（POP），負責組織官方的聯賽計劃，玩家可以在當地的環境中與其他人競賽並獲得玩家點數，並獲得兩包補充包，徽章，貼紙或其他獎勵。這些由聯盟領導團隊和桌遊店老闆負責經營。 POP還開設了教授計劃，其中18歲或18歲以上的成人可以成為教授，可以制定並舉辦比賽和聯賽。聯賽負責人可以協助組織聯賽，而聯賽負責人是聯賽的正式負責人，每七周POP報告任何結果或問題。根據寶可夢電視遊戲或集換式卡牌遊戲的規定，聯賽以年為周期舉辦：，當前週期是基於近兩年的最新資料。
售前現開賽是在每彈發行之前舉辦的（國際版較盛行）。通常，它們會在公開發售之兩個星期前進行。在售前現開賽中，裁判會給玩家提供一盒現開盒，他們必須使用從盒中抽出的卡來構成40張牌的牌組，只有4張獎牌，而裁判則提供能量，但不提供特殊能量卡。許多粉絲想出了其他的玩紙牌遊戲的方法。某些網站（例如PokéCap）致力於為玩家提供他們可以遵循的新規則，從而為PTCG帶來新的變化。新方法可能基於寶可夢或寶可夢電視節目的內容改編。
錦標賽中的玩家分為三個組別：孩童組（10歲以下），少年組（11至17歲）和公開組（所有有意願者）。著名的例子包括贏得了首屆孩童組比賽的奧斯汀·布魯肯（Austin Brewen），贏得了首屆少年組冠軍的布倫登·張（Brenden Zhang）和贏得了首屆公開組冠軍的Arturo Heras。這些比賽進行數輪比賽，在比賽中，玩家將進行一場標準比賽，並記錄獲勝和失敗。在大多數比賽中，有些瑞士制回合將參賽者與其他具有類似勝率的參賽者配對，通常是按年齡段分組的（儘管在較小的比賽中不常是這樣）。此後，要淘汰大部分的選手（大約7/8的參賽者），剩下玩家將在三場比賽中打出最好的兩場，而輸家則被淘汰（標準的比賽風格），而得出最終獲勝者。
POP為這些錦標賽舉辦了一個賽季，與聯賽相比，它能讓玩家贏得更多的獎金，並在更具競爭性的環境中比賽。從城市和聯盟錦標賽，一直到寶可夢世界錦標賽，都是一年中唯一的邀請賽。玩家可以通過在全國冠軍賽中獲勝或排名較高，在錦標賽中表現出色獲得錦標賽積分或通過在最後機會預賽中晉級來贏得世界錦標賽的邀請。世界錦標賽是為期三天的錦標賽，每個年齡組都有一名最終冠軍；公開組的獲勝者通常被認為是該賽季世界上最好的玩家。其中一些方法僅在美國使用，因為PUI和POP都位於美國，但是它們由向其國家提供POP的代表。

### 大型比賽
2000年8月26日至27日，來自世界各地的42名寶可夢教練在火奴魯魯的希爾頓夏威夷村舉行了熱帶大戰，這是寶可夢集換式卡牌遊戲的國際交流活動。熱帶大戰使來自美國、日本、法國、意大利、加拿大、西班牙、德國、荷蘭和英國的14歲（含以下）兒童在夏威夷的檀香山集結了兩天。參加熱帶大戰的孩子們通過各自國家的資格賽，DCI排名或其他活動而收到邀請。
超級訓練家對決是大型的寶可夢TCG錦標賽，於2000年至2001年之間由Media Factory在美國舉辦。這些錦標賽向公眾開放。每次比賽都由三個年齡段組成：10歲以下，11至14歲以及15歲以上。每次舉辦超級訓練家對決之前，都要在美國和國外的城市舉行一系列的資格賽，在這些比賽中，年齡在11至14歲和10歲以下的玩家若贏得比賽，則獲得父母或監護人的參加超級訓練家對決的資格。至今為止，已經有四場超級訓練家對決。

## 外部連結
- 寶可夢集換式卡牌遊戲英文官方網站 （页面存档备份，存于）
- 寶可夢集換式卡牌遊戲日文官方網站 （页面存档备份，存于）
- 寶可夢集換式卡牌遊戲香港繁體中文官方網站 （页面存档备份，存于）
- 寶可夢集換式卡牌遊戲台灣繁體中文官方網站 （页面存档备份，存于）
- 寶可夢集換式卡牌遊戲中國大陸簡體中文官方網站 （页面存档备份，存于）

## 相關
- 宝可梦集换式玩偶游戏（英语：Pokémon Trading Figure Game）